# Ola Svensson (fotbollsspelare född 1980)
Ola Mikael Svensson, född 2 mars 1980 i Lund, är en svensk före detta fotbollsmålvakt. Han spelade under sin karriär för Lunds BK, Åtvidabergs FF, Bunkeflo IF och IF Limhamn Bunkeflo.